# Conseil national de la vie lycéenne
 (mars 2019).
Si vous disposez d'ouvrages ou d'articles de référence ou si vous connaissez des sites web de qualité traitant du thème abordé ici, merci de compléter l'article en donnant les références utiles à sa vérifiabilité et en les liant à la section « Notes et références ».
Le Conseil national de la vie lycéenne (CNVL) est le grand échelon de la démocratie lycéenne. Créé en 1995, il rassemble soixante quatre représentants de lycéens autour du ministre et de ses conseillers. Le conseil national de la vie lycéenne (CNVL) se réunit au moins deux fois par an. Ses séances ne sont pas publiques mais le compte-rendu intégral des débats est diffusé aux participants et mis en ligne sur le site de la vie lycéenne.

## Organisation
Le conseil national de la vie lycéenne a été créé par le décret no 95-1293 du 18 décembre 1995. Il est actuellement régi par les articles D.511-59 à D.511-62 du Code de l'éducation.
Le Conseil national de la vie lycéenne (CNVL) compte 64 membres répartis de la manière suivante :
- 60 membres élus, en leur sein, pour deux ans, par les représentants lycéens aux conseils académiques de la vie lycéenne, à raison de deux titulaires et de deux suppléants par académie ;
- 4 représentants des lycéens au sein du Conseil supérieur de l'éducation (CSE) ou leurs suppléants, pour la durée de leur mandat au titre de ce conseil.

Les membres de chaque binôme élu siègent alternativement au Conseil national de la vie lycéenne. Les membres titulaires de sexe féminin pour les académies de la Région académique Grand Est, Nouvelle-Aquitaine, Auvergne-Rhône-Alpes, Bourgogne-Franche-Comté, Bretagne, Centre-Val de Loire, Corse, Guadeloupe, siègent à la première réunion ainsi que les membres titulaires de sexe masculin pour les académies de la Région académique de Guyane, Île-de-France, Occitanie, La Réunion, la Martinique, Hauts-de-France, Normandie, Pays de la Loire, Provence-Alpes-Côte d'Azur. (Pour plus d'informations : articles 1° à 8° de l'article R. 222-2 du code de l'éducation)
Le CNVL se réunit deux fois par an au moins comme le prévoit l'article D.511-62 du Code de l'éducation. Ses réunions ont en général lieu en région parisienne, au sein du Ministère de l'Éducation nationale le plus souvent sur deux jours pour des raisons pratiques. Lors de ces journées, les élus travaillent en commissions sur deux ou trois axes qui font l'objet de propositions au ministère.

## Réalisations
En 2000-2002, les élus du CNVL ont participé à la mise en œuvre de la Campagne publicitaire « Le respect, ça change l'école ».
En 2004-2006, les élus du CNVL ont imaginé le concours 10 clips pour un autre regard contre le racisme et l'antisémitisme et participé, avec des professionnels, au jury.
Les élus ont également élaboré un projet de charte de l'environnement à destination des lycées : photocopies recto-verso, recours aux énergies renouvelables.
Certains élus du CNVL de cette mandature ont participé à la Conférence européenne des Jeunes, organisée en partenariat avec l'OFAJ et le CNJ ainsi que les ministères allemand et français de l'éducation et de la jeunesse, qui a réuni 24 jeunes français, 24 jeunes allemands et 4 jeunes issus de chacun des 23 autres pays européens, tous âgés de 18 à 25 ans et qui a débouché sur des propositions visant à favoriser l'engagement et les activités volontaires des jeunes dans une Europe élargie
En 2023, après un premier CNVL en présentiel depuis la crise du covid-19 qui avait fortement ralenti les activités du CNVL, les élus ont fait part de leurs inquiétudes concernant les journées précédant les EDS (Epreuves De Spécialité) qui se déroule du 20 au 22 mars 2023. Le ministre de l'Éducation nationale et de la jeunesse Pap Ndiaye décide, à la suite de cet appel, d'accorder deux journées de révisions aux élèves de terminale générale et technologique (le vendredi 17 et samedi 18 mars) dans un courrier adressé aux élus le 14 mars 2023.